# Lewis Enoh
Lewis Mbah Enoh, né le 23 octobre 1992 à Bamenda au Cameroun, est un footballeur camerounais. Il évolue actuellement au Sporting da Covilhã au poste d'attaquant.